# Asunción
 For alternative betydninger, se Asunción (flertydig). (Se også artikler, som begynder med Asunción)
Asunción er Paraguays hovedstad. Byen er kulturcenter og hovedhavn for Paraguay. Byen ligger ved Río Paraguay og har 462.241(2022) indbyggere. 

## Historie
Asunción er en af de ældste byer i Sydamerika. Den blev grundlagt 15. august 1537 under navnet Nuestra Señora de la Asunción. I 1732 foregik der et oprør i byen, ledet af José de Antequera y Castro, som var en af de første oprørere imod det spanske kolonistyre. Efter Tripelalliancekrigen (1860-70) blev Asunción erobret af brasilianske tropper frem til 1876.
Asuncion (af latin: assumptio) betyder "optagelse", nemlig Jomfru Marias optagelse i himmelen.